# Exitianus upenis
Exitianus upenis är en insektsart som beskrevs av Ghauri 1972. Exitianus upenis ingår i släktet Exitianus och familjen dvärgstritar. Inga underarter finns listade i Catalogue of Life.